# 鈴木淳一 (ロシア文学者)
鈴木 淳一（すずき じゅんいち、1951年5月29日 - 2021年3月7日）は、日本の文学者、ロシア文学者、札幌大学前学長・名誉教授。秋田県出身。

## 生涯
角館町（現仙北市）生まれ。1975年、北海道大学文学部ロシア文学科卒業。1984年、東京大学大学院人文科学研究科博士課程満期取得退学。1985年、札幌大学外国語学部専任講師に就任。1987年、札幌大学外国語学部助教授。1992年、札幌大学外国語学部教授。2001年、札幌大学外国語学部長。2005年、札幌大学大学院外国語研究科長。2007年、札幌大学副学長（2015年まで）。2015年学校法人札幌大学理事。2017年、札幌大学学長・札幌大学女子短期大学部学長に就任。2019年9月、一身上の都合により任期を1年半残して辞表を提出した。
2021年3月7日午後4時11分、肺がんのため札幌市の自宅で死去、69歳。

## 主な著作
- 『ドストエフスキーの現在』江川卓・亀山郁夫共編、分担執筆、JCA出版、1985年
- 『ポケット和露辞典』山田吉二郎ほか共編、響文社、1993年
- ミハイル・バフチン『ドストエフスキーの詩学』、望月哲男と共訳、筑摩書房（ちくま学芸文庫）、1995年